# Arhopala androtion
Arhopala androtion är en fjärilsart som beskrevs av Hans Fruhstorfer 1934. Arhopala androtion ingår i släktet Arhopala och familjen juvelvingar. Inga underarter finns listade i Catalogue of Life.